# Parvati

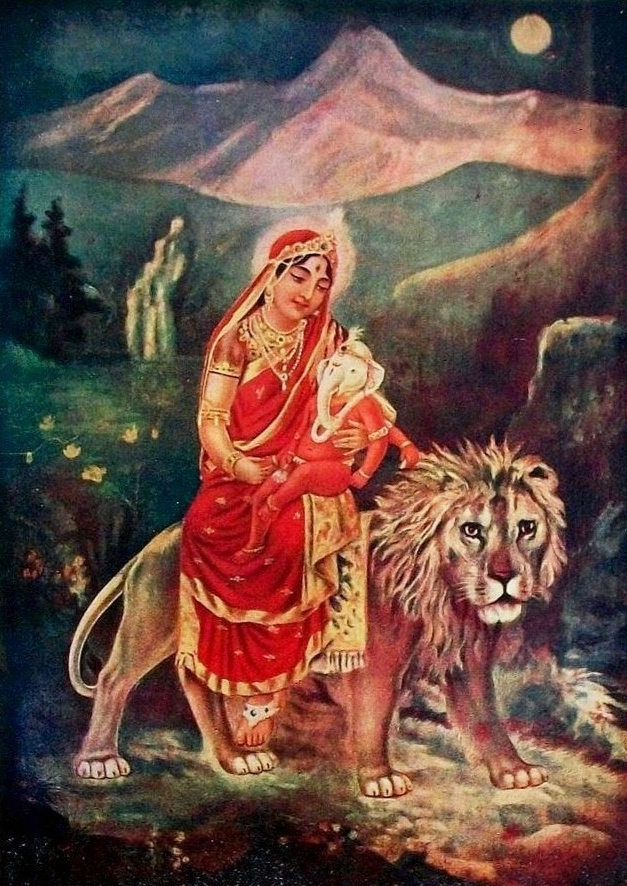
Parvati met haar zoon Ganesha

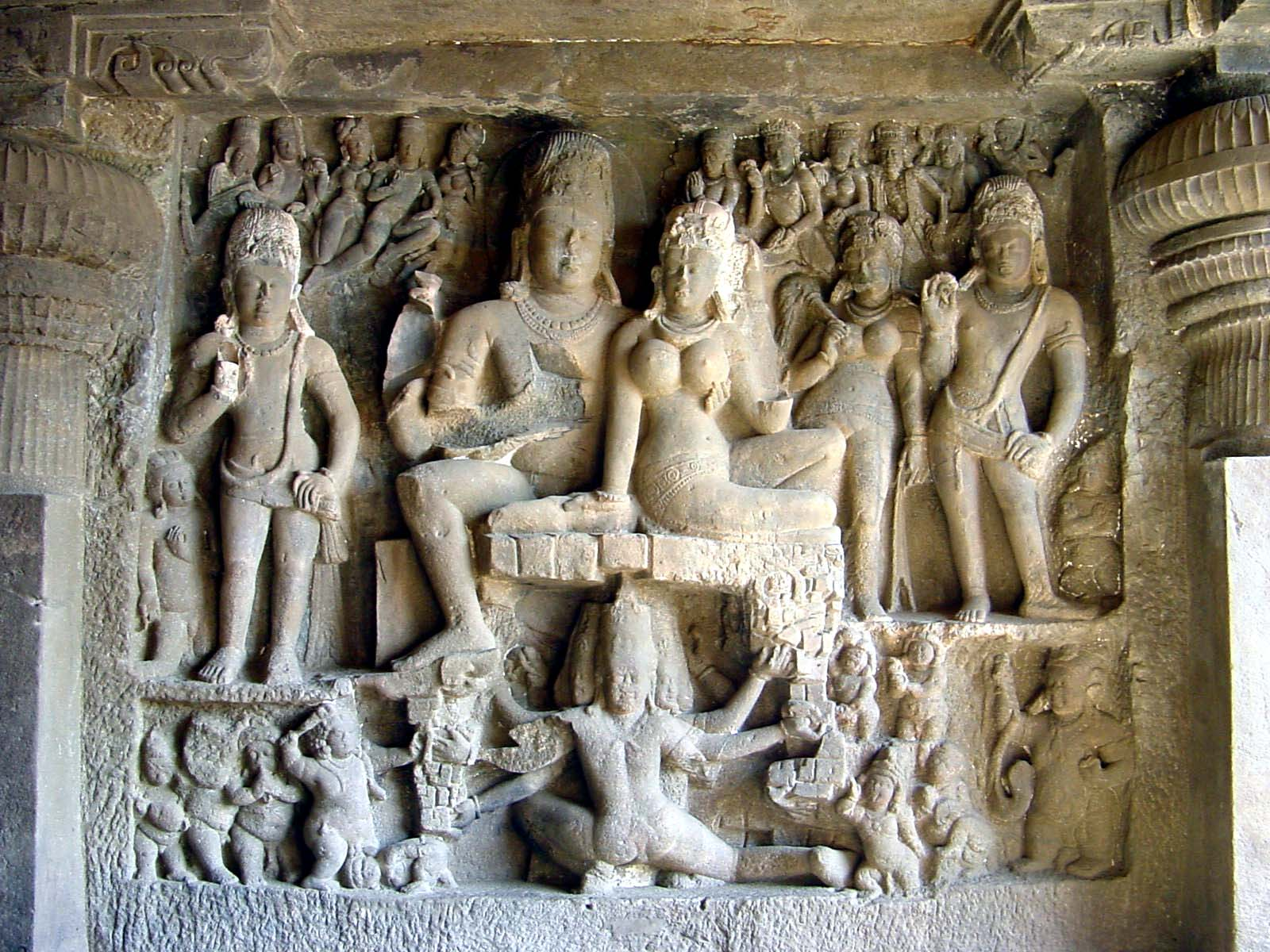
Shiva en Parvati in de Ellora grot

Parvati (Sanskriet: पार्वती) is een Hindoeïstische godin. Ze is de dochter van Himavat. Ze wordt ook Uma of Aparna genoemd.
Parvati wordt meestal gezien als de belangrijkste hulp, en echtgenote, van Shiva.
Shiva en Parvati hebben samen twee zoons gekregen, Ganesha en Skanda (Kartikeya). Zij worden vaak met z'n vieren afgebeeld op de berg Kailash. Haar huid was eerst zwart, maar na zware verstervingen gaf Brahma haar een gouden huid. Vanaf die tijd werd ze ook Gauri (Gouden) genoemd. Parvati is 108 keer herboren.

## Oorsprong
In de Varaha Purana wordt over Parvati's oorsprong verteld: Om de asura (demoon) Andhaka (Duisternis) te overwinnen kwamen Shiva, Brahma en Vishnu samen en uit hun gezamenlijke blik kwam een vrouw voort met de kleuren zwart, wit en rood. Brahma vroeg haar zich in de kleuren te verdelen. Haar witte deel werd Sarasvati, de vrouw van Brahma; haar rode deel werd Lakshmi, de vrouw van Vishnu; haar zwarte deel werd Parvati, de vrouw van Shiva.
In de Kurma Purana wordt het verhaal verteld, dat Brahma in zijn boosheid een vorm schiep, die half mannelijk en half vrouwelijk was, toen zijn zonen weigerden voor nakomelingen te zorgen. Toen de vorm zich moest scheiden van Brahma werd Rudra het mannelijke deel en het vrouwelijke deel werd Sati, de dochter van Daksha. Sati huwde Rudra (Shiva) en na haar dood werd ze als Parvati (Uma) geboren, de dochter van Himavat (de leider van de bergen) en Mena (de dochter van Meru). Volgens de Ramayana was de riviergodin Ganga haar oudere zuster. De Harivansa noemt drie dochters van Himavat en Mena: Aparna (Uma), Ekaparna en Ekapatala. Parvati huwde opnieuw met Shiva, maar daar moest wel de liefdesgod Kamadeva aan te pas komen. Kamadeva schoot zijn liefdespijlen op Shiva af, waarop Shiva hem vernietigde met zijn derde oog.

## Symboliek
Samen met Shiva symboliseert Parvati de kracht om te creëren en te vernietigen. Alleen al haar aanwezigheid was voldoende om bij Shiva onbeheersbare verlangens los te maken. Zij staat echter ook symbool voor het huwelijk, de gehoorzame vrouw en het leven in 
Ascese. Parvati is ook de godin van de schoonheid en heeft een bijzonder voluptueuze verschijning

## Verschijningsvormen
Parvati kent ook woeste verschijningsvormen maar draagt daarvoor andere namen:
- Durga, de heldhaftige godin die speciaal geschapen is om de goden te hulp te komen als ze in gevecht zijn met halfgoden.
- Kali, de zwarte godin. Dit is Parvati in haar meest angstwekkende vorm. Ze heeft haar tong, zwart van het bloed, uit haar mond hangen en draagt mensenschedels om haar nek. Zij is de enige godin waaraan bloed geofferd wordt. De stad Calcutta is naar haar vernoemd.

Durga en Kali worden ook als afzonderlijke godinnen vereerd.
Zie ook Dakshayani

## Trivia
- Binnen verschillende tantra stromingen wordt Parvati gezien als de energiestroming van het vrouwelijke aspect, vergelijkbaar met yin.

## Afbeeldingen

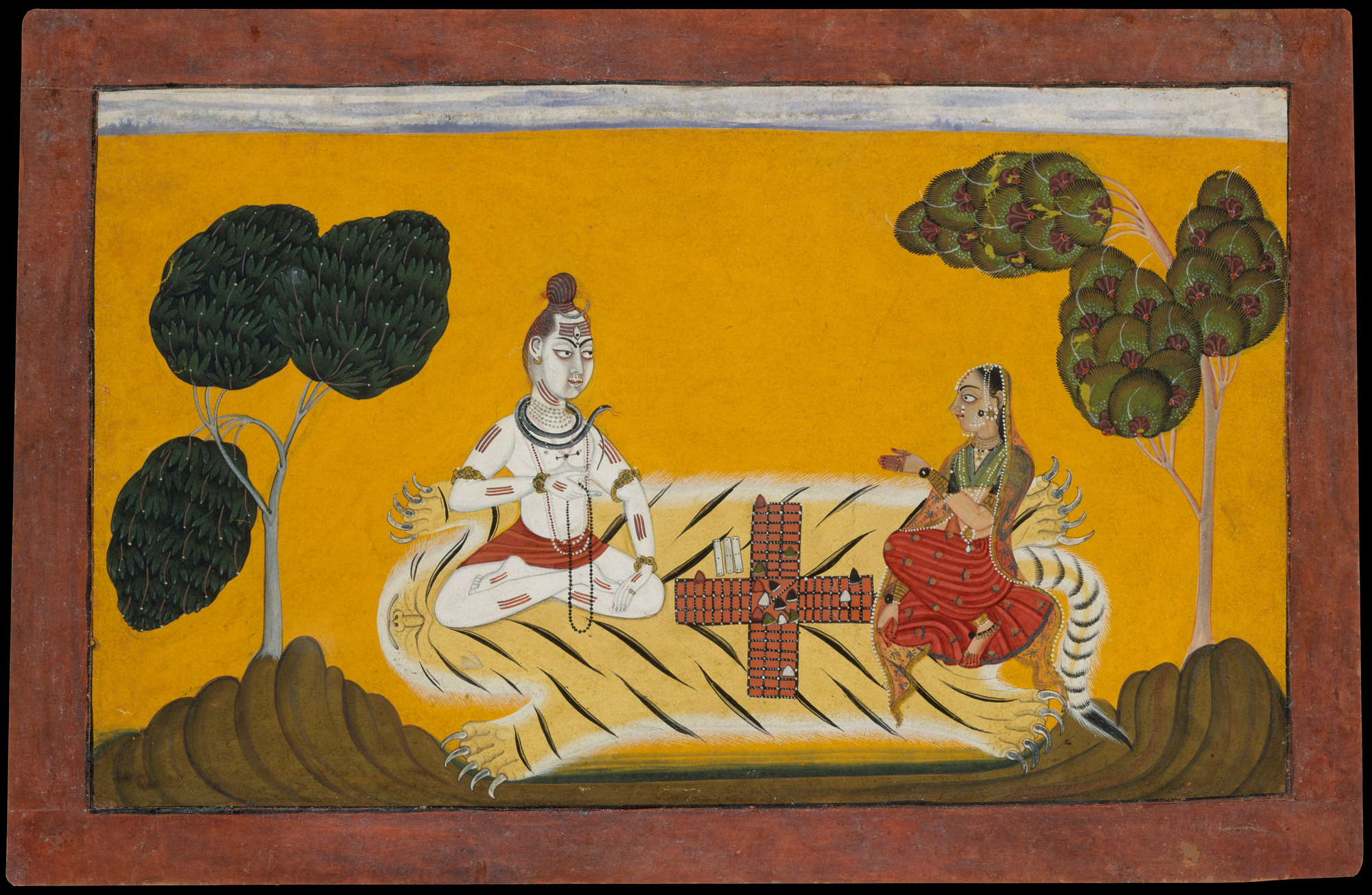
Shiva en Parvati (1694 / 1695)
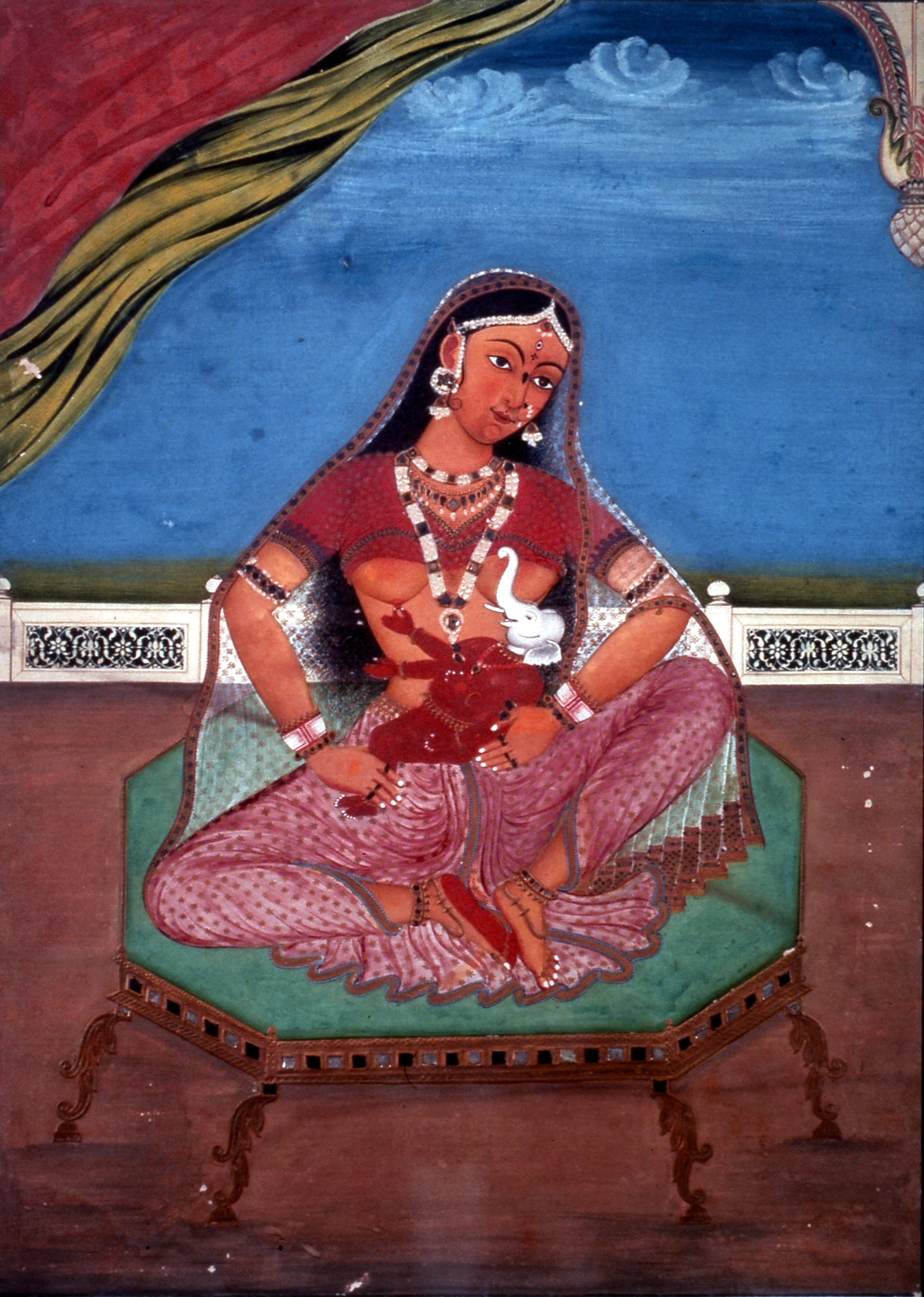
Parvati met Ganesha
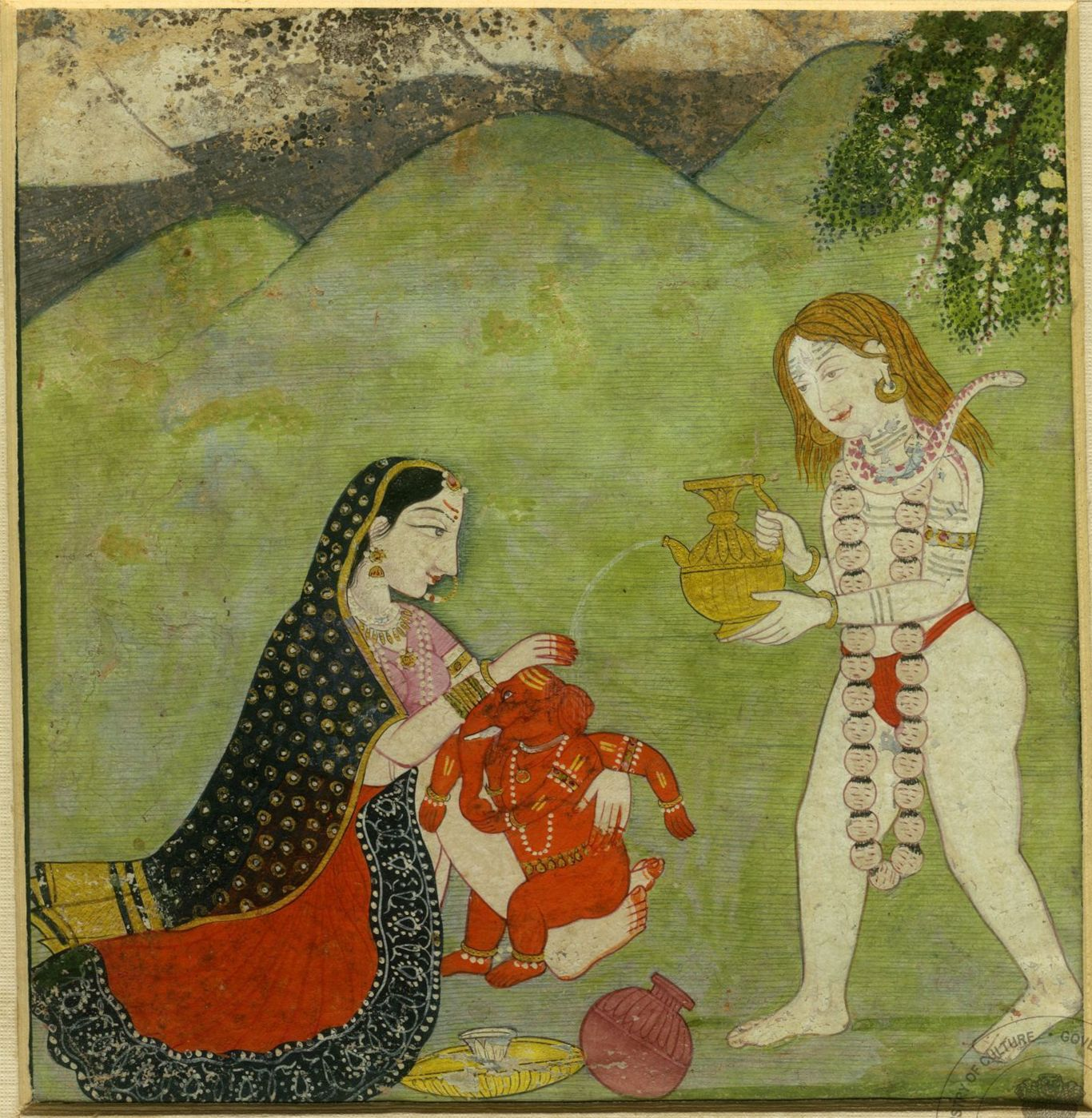
Shiva laat water op Ganesha (met vier armen) stromen, terwijl Parvati hem laat balanceren.
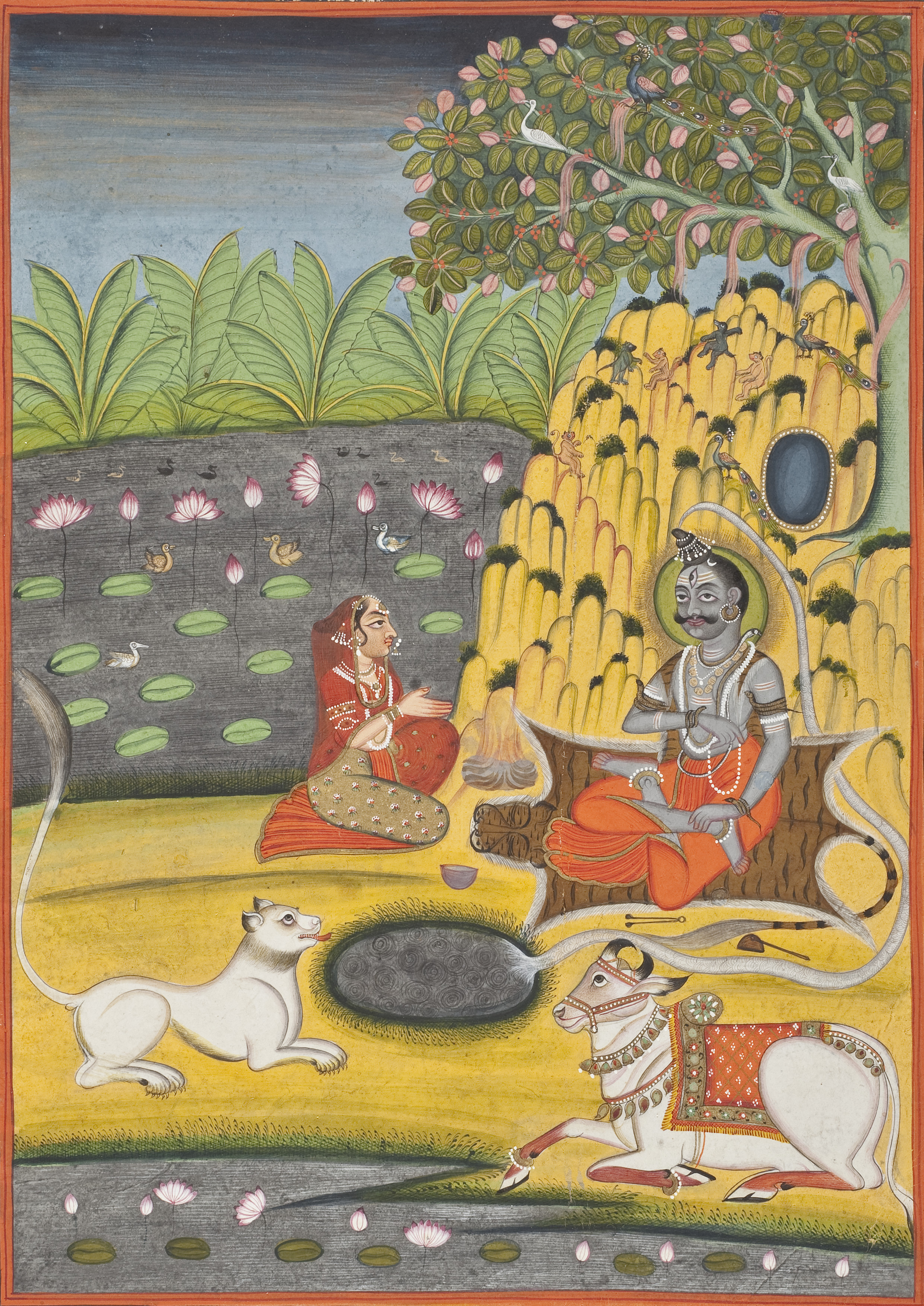
Parvati aanbidt Shiva
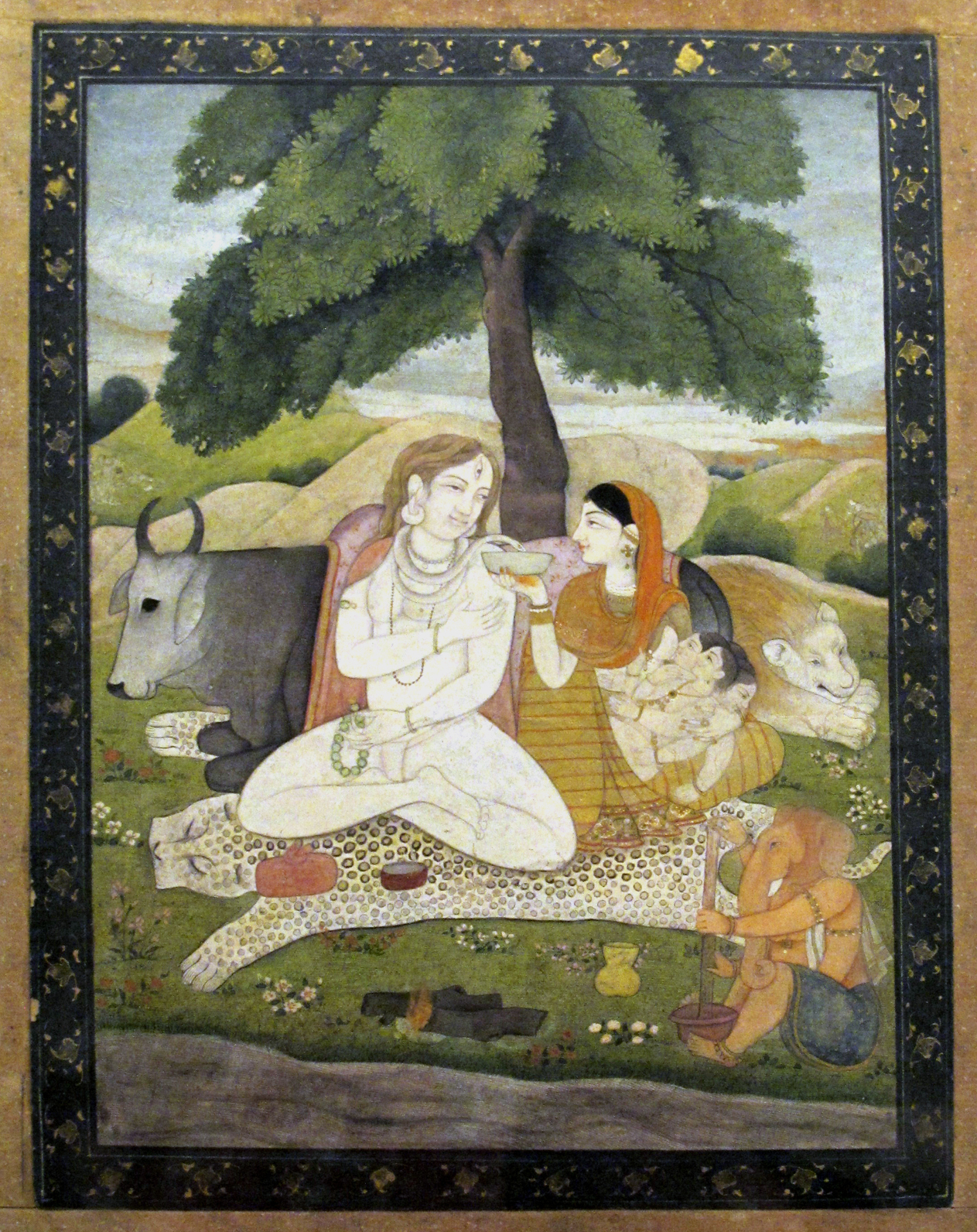
Shiva en zijn familie, Pahari, late 18e eeuw